# جيودونغ من كومجوان جايا
كان جوديونج، المعروف أيضًا باسم جوديونج وانج Geodeung of Geumgwan Gaya (거등왕)، ملك جايا، وهو اتحاد من المشيخات التي كانت موجودة في وادي نهر ناكدونج في كوريا خلال عصر الممالك الثلاث، من عام 199 إلى 259.
تقول الأسطورة أنه كان ابن الملك سورو من جايا وملكة سورو، هيو هوانج أوك. وتقول الأسطورة أيضًا أن لديهم عشرة أبناء. كان جوديونج وانج متزوج من الملكة موجونج، التي كانت ابنة سين بو تشونبوكيونج (泉府卿) وموجونج. كان سين بو أحد رجال الحاشية في حاشية هيو هوانج أوك.

## العائلة
- الأب: الملك سورو ( 수로왕 )
- الأم : هيو هوانج أوك ( 허황옥 )
- الزو جة: السيدة موجونج ( 모정부인 ) - ا; بنة سين بو ( 신보 ).
  - الابن: الملك ; مابوم ( 마품왕 )